# Jikradia lizanoi
Jikradia lizanoi är en insektsart som beskrevs av Carolina Godoy och Nielson 1998. Jikradia lizanoi ingår i släktet Jikradia och familjen dvärgstritar. Inga underarter finns listade i Catalogue of Life.